# 戈德斯卡尔克福音书

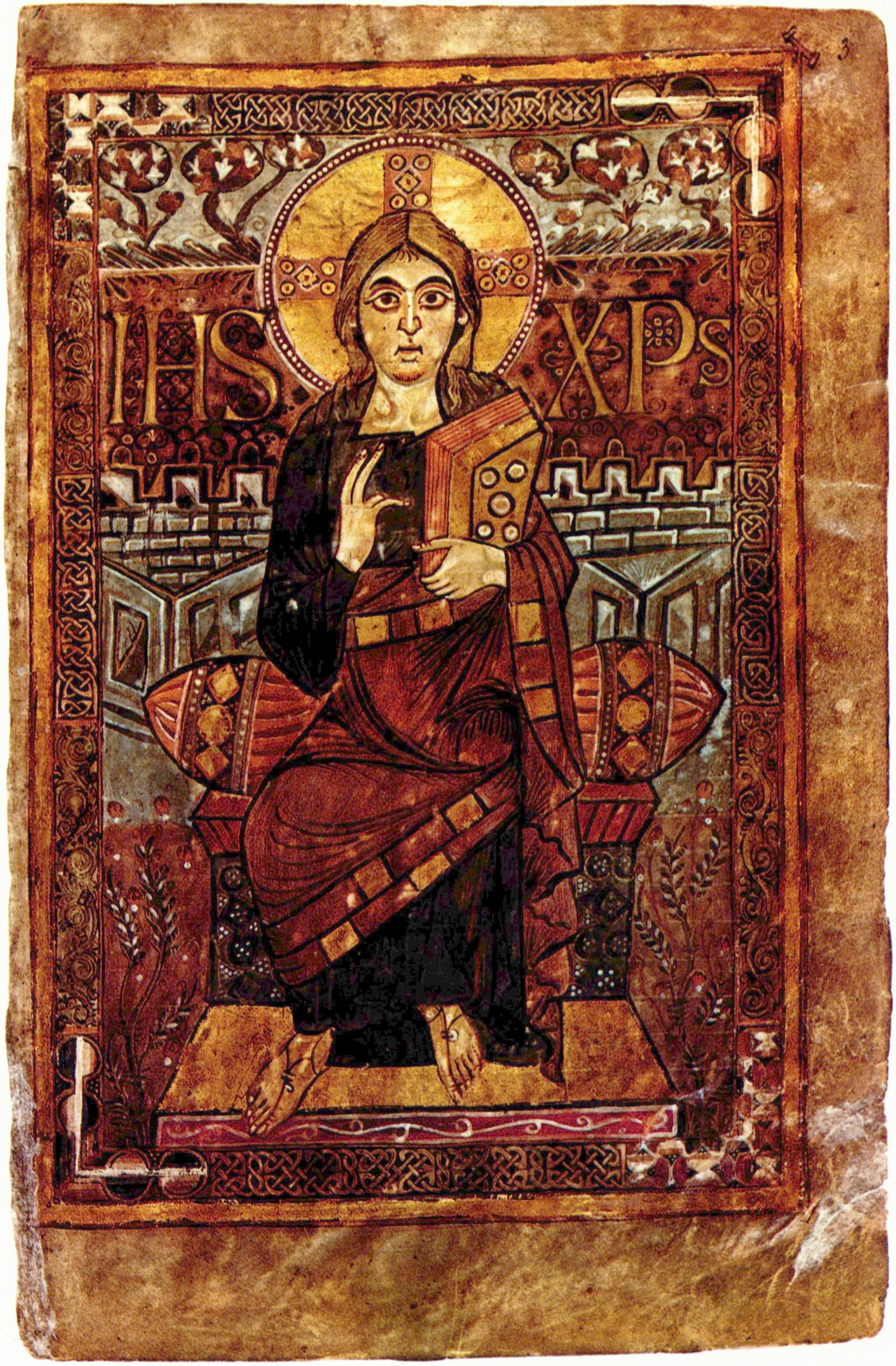
福音书中的基督像

《戈德斯卡尔克福音书》（Godescalc Evangelistary、Godescalc Sacramentary、Godescalc Gospels、Godescalc Gospel Lectionary）是法兰克抄经人戈德斯卡尔克（fl. 781–783）抄写的一部泥金写本福音书，出资人是查理曼及赫德嘉，781年10月7日下令，783年4月30日完工，现藏于法国国家图书馆。它是已知第一部在查理曼亚琛写经室完成的抄本，以庆祝查理曼和教皇哈德良一世会面及其子丕平四世受洗。